# Henry Fisk Janes
Henry Fisk Janes (* 10. Oktober 1792 in Brimfield, Hampden County, Massachusetts; † 6. Juni 1879 in Waterbury, Vermont) war ein US-amerikanischer Politiker. Zwischen 1834 und 1837 vertrat er den fünften Wahlbezirk des Bundesstaates Vermont im US-Repräsentantenhaus.

## Leben
Henry Janes zog in seiner Jugend mit seinen Eltern nach Calais in Vermont, wo er eine akademische Erziehung erhielt. Janes nahm als Soldat am Britisch-Amerikanischen Krieg von 1812 teil. Nach einem Jurastudium in Montpelier und seiner Zulassung als Rechtsanwalt begann er im Jahr 1817 in Waterbury in seinem neuen Beruf zu arbeiten.
Von 1820 bis 1830 war Janes auch Posthalter in Waterbury. Von 1830 bis 1834 gehörte er dem Regierungsrat von Vermont (State Legislative Council) an. Nach dem Tod des Kongressabgeordneten Benjamin F. Deming wurde Henry Janes im Jahr 1834 als Kandidat der kurzlebigen Anti-Masonic Party in einer Nachwahl im fünften Distrikt von Vermont zu dessen Nachfolger im US-Repräsentantenhaus gewählt. Nach einer Wiederwahl im Jahr 1836 konnte er zwischen dem 2. Dezember 1834 und dem 3. März 1837 im Kongress verbleiben. Bei den Wahlen des Jahres 1836 unterlag er dem Demokraten Isaac Fletcher.
Zwischen 1838 und 1841 amtierte Janes als Finanzminister des Staates Vermont. In den Jahren 1854, 1861 und 1862 war er Mitglied im Stadtrat von Waterbury. Im Jahr 1855 wurde er in das Repräsentantenhaus von Vermont gewählt. Ansonsten hat er keine weiteren höheren politische Ämter mehr bekleidet. Henry Janes starb im Juni 1879 in Waterbury und wurde dort auch beigesetzt.